# Warea cuneifolia
Warea cuneifolia là một loài thực vật có hoa trong họ Cải. Loài này được (Muhl. ex Nutt.) Nutt. miêu tả khoa học đầu tiên năm 1834.